# Poulnabrone

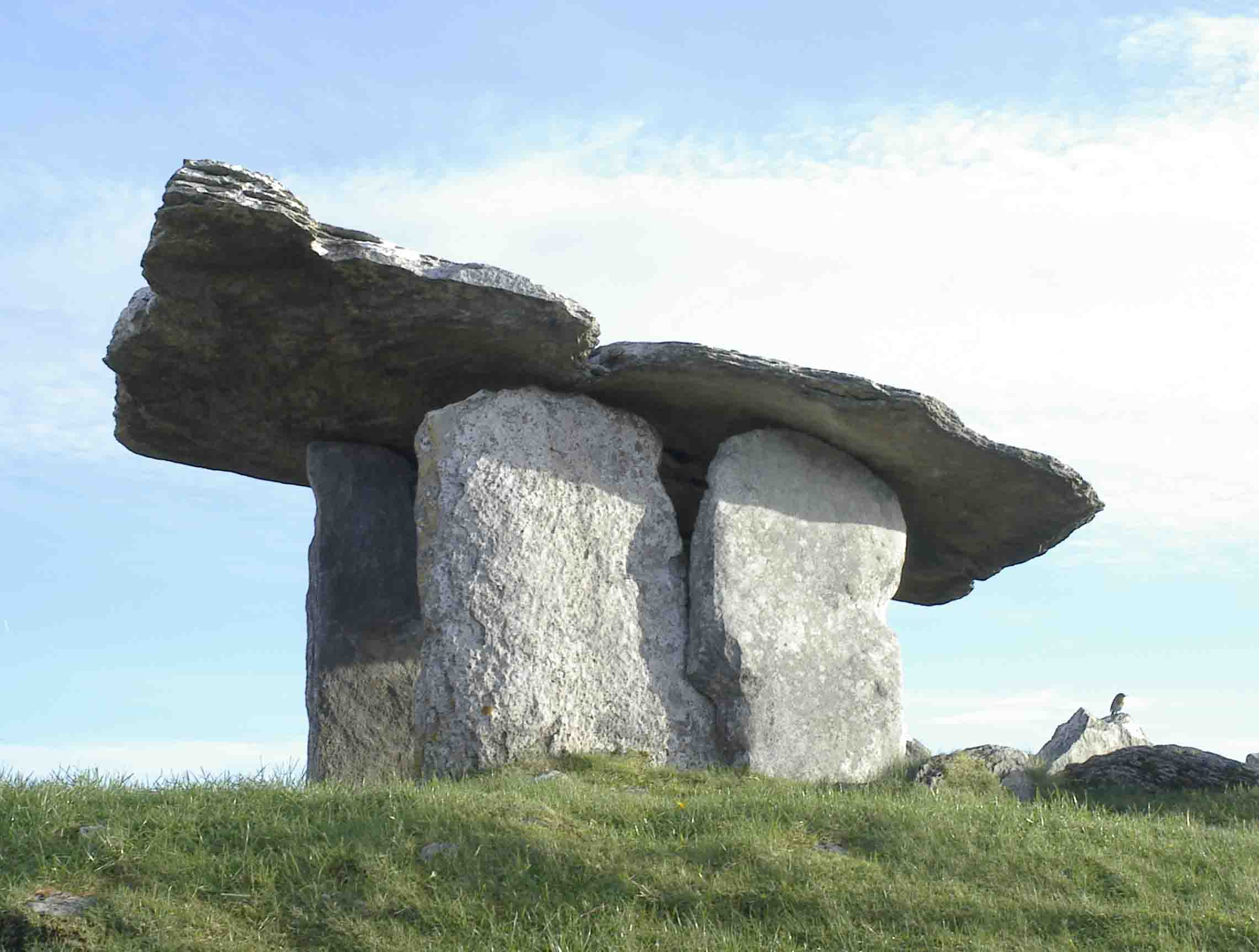
Poulnabrone

Poulnabrone (irl. Poll na Brón) – neolityczny dolmen znajdujący się na obszarze płaskowyżu Burren w hrabstwie Clare w zachodniej Irlandii.
Dolmen ma formę portalu utworzonego z płaskiej granitowej płyty stropowej o wadze prawie 40 ton, ustawionej na dwóch wielkich głazach nośnych o wysokości 1,8 m i stabilizowanej z tyłu przez dwa mniejsze kamienie wspornikowe.
W 1985 roku na jednym z kamieni nośnych dostrzeżono pęknięcie. Podjęto wówczas decyzję o jego wymianie i renowacji monumentu, połączonych z pracami archeologicznymi, przeprowadzonymi pod kierownictwem dr Anne Lynch. W trakcie wykopalisk we wnętrzu grobowca odkryto szczątki 21 osób (15 dorosłych i 6 dzieci), a także narzędzia kamienne i kościane. Datowanie radiowęglowe pozwoliło ustalić wiek materiału kostnego na okres między 3800 a 3200 p.n.e. Zmarli najprawdopodobniej nie zostali od razu pochowani w dolmenie, lecz ekshumowani i przeniesieni z innego miejsca. Część kości nosiła ślady nacinania i nadpalania, co jest pamiątką po jakimś rytuale pogrzebowym. Udało się ustalić płeć ósemki dorosłych, wśród których znajdowało się czterech mężczyzn i cztery kobiety. Osoby te prowadziły wyczerpujące fizycznie życie i powszechnie cierpiały na zwyrodnienie stawów. W okresie epoki brązu miejsce zostało wtórnie wykorzystane do pochówku, przed dolmenem pogrzebany został wówczas noworodek.